# А Бертолачи (Лука)
А Бертолачи (итал. A Bertolacci) је насеље у Италији у округу Лука, региону Тоскана.
Према процени из 2011. у насељу је живело 32 становника. Насеље се налази на надморској висини од 210 м.